# Prevalle
Prevalle là một đô thị thuộc tỉnh Brescia trong vùng Lombardia ở Ý. Đô thị này có diện tích 9 km², dân số 5838 người.
Đô thị này có các làng sau: Aquatica, Mosina, Notica, Celle, Bassina, Baderniga, Borgolungo, Masserina.
Đô thị này giáp với các đô thị sau: Bedizzole, Calvagese della Riviera, Gavardo, Muscoline, Nuvolento, Paitone.